# Tufertelep
Tufertelep település Romániában, Szilágy megyében.

## Fekvése
- Szilágysomlyótól délnyugatra, Halmosd mellett fekvő település.

## Története
Tufertelep (Ferenc József kerület)  Halmosd község része.
Mária Terézia idején szlovák telepeseket költöztettek a vidékre, akik fakitermeléssel foglalkoztak.
1992-ben 30 lakosából 25 szlovák, 5 román volt, melyből  25 római katolikus, 5 ortodox volt.